# Hyloxalus whymperi
Hyloxalus whymperi е вид земноводно от семейство Дърволази (Dendrobatidae).

## Разпространение
Видът е разпространен в Еквадор.